# Petteri Forsell
Jani Petteri Forsell (* 16. Oktober 1990 in Kokkola) ist ein finnischer Fußballspieler.

## Karriere

### Verein
Forsell begann mit dem Vereinsfußball in der Jugend vom Kokkolan Palloveikot und wurde 2007 in den Profikader aufgenommen. Im Frühjahr 2009 wechselte er zum Vaasan PS und spielte hier ein Jahr lang. Anschließend wechselte er im Frühjahr 2010 zu IFK Mariehamn. Bei diesem Verein gelang ihm der Sprung in die finnische U-21-Nationalmannschaft.
Zur Spielzeit 2012/13 wechselte er in die türkische Süper Lig zu Bursaspor. Sein erstes Tor für Bursaspor erzielte er per Freistoß im Pokalspiel gegen Nazilli Belediyespor aus 30 Metern. Zum Saisonende 2012/13 verließ Forsell Bursaspor, nachdem beide Seiten in gegenseitigem Einvernehmen eine Trennung beschlossen hatten.
Nach mehrmonatiger Vereinslosigkeit absolvierte er im Januar 2014 ein Probetraining beim deutschen Zweitligisten VfR Aalen, der jedoch von einer anschließenden Verpflichtung absah. Forsell kehrte daraufhin zum IFK Mariehamn zurück. Im November 2014 blieb ein Probetraining beim deutschen Drittligisten Arminia Bielefeld ebenfalls erfolglos. In der darauffolgenden Saison 2015 gewann Forsell mit Mariehamn den finnischen Pokal.
Nach kürzeren Stationen in Polen bei Miedź Legnica sowie in Schweden bei Örebro SK spielte Forsell 2019 kurzzeitig auf Leihbasis in Finnland beim HJK Helsinki. Nach weiteren Stationen in Polen bei Korona Kielce und FKS Stal Mielec kehrte er 2021 fest nach Finnland zurück und schloss sich dem FC Inter Turku an. Nach drei Jahren wechselte der inzwischen 33-jährige dann wieder zu Korona Kielce in die polnische Ekstraklasa.

### Nationalmannschaft
Ab 2009 spielte der Mittelfeldakteur für diverse Jugendauswahlen Finnlands. Zwischen 2013 und 2019 kam Forsell dann zu insgesamt 12 Einsätzen in dessen A-Nationalmannschaft und erzielte dabei einen Treffer. Dieser fiel direkt bei seinem Debüt am 6. Februar 2013 im Testspiel gegen Israel (1:2).

## Erfolge
- Finnischer Pokalsieger: 2015